# ميلينيوم (ألبوم)
ميلينيوم هو ألبوم غنائي أطلقته فرقة باكستريت بويز الأمريكية وحقق الألبوم نجاحا هائلا محطما ارقاما قياسية في المبيعات تتجاوز ال 40 مليون نسخة وهو الألبوم الأكثر مبيعا في العالم خلال فترة التسعينات.
و يعتبر هذا الألبوم الأقوى لهذه الفرقة حيث ان مبيعاته وصلت لـ 40 مليون نسخة حول العالم، ليكون أحد أكثر الألبومات الغنائية مبيعا ً في التاريخ والذي يتصدره البوم مايكل جاكسون بألبومه المعروف تلاير.
هذا الألبوم اقل ما يقال عنه انه «تحفة» حقبة التسعينات وبداية الألفية، حيث ان هذا الألبوم لاقى رواجا كبيرا حول العالم، وكان ردود فعل الناس ايجابية وهو ما كان واضحا من خلال المبيعات.
«ميلينوم» من روعة اختيار الاسم لأن الألبوم صاف بداية الألفية، إلى الاغاني القوية المتواجدة في الألبوم، الألبوم يبين للعالم معني الموسيقى الحقيقية التي دائما ما تبدع فيها فرقة باك ستريت بويز.
و كانت الأغنية الأولى في الألبوم I want it that way حققت نجاح باهر، وأصبحت الأغنية الأكثر رواجا حينها وحققت من الجوائز الكثير وهي الأغنية الأشهر حتى الآن لهذه الفرقة، وأيضا ً تعتبرها قناة MTV الأغنية المفضلة لها لفرقة ذكور حتى الآن.
اما الأغنية الثانية في الألبوم فهي أغنية Larger Than Life حيث ان هذه الأغنية حققت نجاح مميز وهي من نوع «دانس بوب»، ما كان ملفت للانتباه في الاغنية هو الفيديو كليب لها والذي اعتبر في ذلك الوقت شيء استثنائي لما يتواجد فيه من تقنيات رائعة، وقد كلف الكثير من المال لإنتاج هذا الفيديو.
أما الأغنية الثالثة فهي "شو مي ذا ميننج اوف بينج لونلي" (بالإنجليزية: Show me the meaning of being lonely)‏ وهذه الأغنية الأكثر شهرة ربما في الوطن العربي، إذ ان لحظة نزولها أصبح العالم يستمع لها بشكل كبير إلى هذه اللحظة، وهذه الأغنية حققت نجاح مُلفت للانتباه، ولا ننسى ان هذه الأغنية يشرح فيها كل فرد من الفرقة المشاكل التي وقعت له في حياته، والفيديو لها مدروس بشكل رائع ومعبر بشكل مثير للدهشة، ويعتبر من الفيديوهات التي لها معاني مبطنة وجميلة، والتي وضحوا خلال الفيديو ان الحياة مهما تحدث فيها الامور السلبية فانه يجب المضي قدما ومحاولة نسيان الألام والمتاعب، الفيديو لا زال يعتبر من أكثر الفيديوهات التي لا تنسى في تاريخ الموسيقى الغربية.
اما الأغنية الرابعة في الألبوم فـ اسمها The One وهي أغنية ذات الحان وكلمات جيلة وكان مخرج الفيديو كليب لهذه الأغنية عضو الفرقة وقائدها كيفين ريدشاردسون.

## أغاني الألبوم
1. "Larger than Life"
2. "I Want It That Way"
3. "Show Me the Meaning of Being Lonely"
4. "It's Gotta Be You"
5. "I Need You Tonight"
6. "Don't Want You Back"
7. "Don't Wanna Lose You Now"
8. "The One"
9. "Back to Your Heart"
10. "Spanish Eyes"
11. "No One Else Comes Close"
12. "The Perfect Fan"

## روابط خارجية
- ميلينيوم على موقع أول موفي (الإنجليزية)